# Alfredo Dick

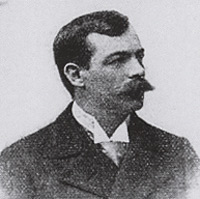
Alfredo Dick

Alfredo Dick, auch Alfred Dick (* 12. April 1865 in Yverdon-les-Bains; † 10. August 1909 in Turin), war ein Schweizer Unternehmer und Fußballfunktionär.

## Werdegang
Alfredo Dick entstammte einer wohlhabenden Schweizer Familie und zog in jungen Jahren nach Turin, wo er Ende des 19. Jahrhunderts die Lederwaren- und Schuhfirma Manifattura Pellami e Calzature gründete. Er wird als Unternehmer mit modernen Ideen, aber einem schwierigen Charakter und launischem Verhalten beschrieben.
Dick war seit jeher sportbegeistert. Nachdem er sich seit der Vereinsgründung 1897 schon für den Verein engagiert hatte, fungierte Alfredo Dick zwischen 1905 und 1906 als Präsident des Fußballklubs Juventus Turin. Binnen kürzester Zeit veränderte er das Gesicht des Vereins maßgeblich. Dick etablierte eine solide Organisationsstruktur, verpflichtete die ersten ausländischen Spieler und stellte mit dem Velodromo Umberto I dem Verein die erste adäquate Spielstätte. Unter seiner Präsidentschaft gewann die Mannschaft 1905 erstmals in der Vereinsgeschichte die Italienische Fußballmeisterschaft.
In der Finalrunde der Italienischen Meisterschaft 1906 waren Juventus und die AC Mailand nach vier Spielen punktgleich.
Da Juve einen Treffer mehr erzielt hatte als Milan, fand das Entscheidungsspiel am 29. April 1906 im Velodromo Umberto I in Turin statt. Es endete nach Verlängerung torlos. Daher musste gemäß den Bestimmungen ein Wiederholungsspiel auf neutralem Platz ausgetragen werden. Diese Partie wurde für den 6. Mai 1906 in Mailand auf dem Feld der US Milanese angesetzt. Dick akzeptierte in seiner Funktion als Vereinspräsident diesen Spielort nicht, da er einen Platz in Mailand nicht als „neutral“ ansah, und Juventus verzichtete auf das Spiel. Die Partie wurde 2:0 für die AC Mailand gewertet, und die Rossoneri gewannen damit die Meisterschaft.
Später im Jahr 1906 wurde Dick bei der Abstimmung über die Erneuerung der Präsidentschaft aus dem Juventus-Verwaltungsrat ausgeschlossen. Als Konsequenz daraus und aufgrund der von der Mehrheit der Mitglieder nicht gewollten Professionalisierung des Klubs verließ er den Verein verärgert. Dick schloss sich zusammen mit weiteren ehemaligen Juventus-Mitgliedern – unter ihnen Oreste Mazzia und Friedrich Bollinger – dem im Jahr 1900 durch eine Fusion des FC Torinese und Internazionale Torino entstandenen Football Club Torinese an. Gemeinsam gründete man aus diesem am 3. Dezember 1906 den Foot Ball Club Torino. Dick wurde hinter Franz Josef Schönbrod erster Vizepräsident des Klubs.
Im Jahr 1909 wurde Alfredo Dick Präsident des neu gegründeten Branchenverbandes der italienischen Schuhhersteller. Als Geschäftsführer der Manifattura Pellami e Calzature hatte er einige Fehlentscheidungen getroffen, wodurch das Unternehmen einen Verlust von fast 100.000 Lire erlitten hatte. Am Samstag, 7. August 1909, wurde Dick vom Verwaltungsrat vorgeladen, um den Vorfall zu klären – er übernahm die volle Verantwortung. Wenige Tage später, am 10. August 1909 beging Dick in Turin Suizid. Er wurde 44 Jahre alt und hinterließ seine Frau und vier Kinder.